# Tepelmeme Villa de Morelos (község)
Tepelmeme Villa de Morelos község Mexikó Oaxaca államának északnyugati részén, Puebla állam határán. 2010-ben lakossága kb. 1700 fő volt, ebből mintegy 800-an laktak a községközpontban, Tepelmeme Villa de Morelosban, a többi 900 lakos a község területén található 25 kisebb településen élt.

## Fekvése
A oaxacai viszonylatban nagy területűnek számító község az állam északnyugati részén található a Déli-Sierra Madre hegyei között jellemzően 2000–2700 méteres tengerszint feletti magasságok között. A legnagyobb csúcsok a Cerro Verde, a Cerro la Pluma és a Cerro Tequelite. A községközpont a terület déli részén fekszik, a Xiquila völgyében. Ezen kívül a jelentősebb vízfolyások a község területén a Calapa, az El Calvario, a Chiquito, a La Matanza, a Grande és a Liebre, valamint két időszakos patak, az El Rosario és az El Chamizo. A terület mintegy 37%-át vadon borítja (főként északkeleten), 30%-ot (leginkább a középső vidékeken) erők tesznek ki, délnyugaton pedig a rétek, legelők a legjellemzőbbek.

## Élővilág
A fő fafajták a fenyők és a boróka, az állatvilág jellemző fajai a prérifarkasok, rókák, menyétek és nyulak. Háziállatként leginkább kutyát, macskát, szarvasmarhát, kecskét, juhot, tyúkot és pulykát tartanak.

## Népesség
A község lakóinak száma a közelmúltban hullámzott: hol csökkent, hol nőtt. A változásokat szemlélteti az alábbi táblázat:
| Év   | Lakosság |
| ---- | -------- |
| 1990 | 1642     |
| 1995 | 1645     |
| 2000 | 1573     |
| 2005 | 1455     |
| 2010 | 1734     |

## Települései
A községben 2010-ben 26 lakott helyet tartottak nyilván, de nagy részük igen kicsi: 16 településen 50-nél is kevesebben éltek. A jelentősebb helységek:
| Település                                  | Lakosság (2010) |
| ------------------------------------------ | --------------- |
| Tepelmeme Villa de Morelos (községközpont) | 807             |
| Puerto Mixteco                             | 149             |
| El Rodeo                                   | 123             |
| Torrecilla                                 | 123             |